# Acacia grisea
Acacia grisea é uma espécie de leguminosa do gênero Acacia, pertencente à família Fabaceae.